# 대폭발의 그래픽 연표
이 대폭발(빅뱅)의 연표(timeline of the big bang)는 현재 과학자들이 이론화한 일련의 사건을 보여준다.
맨좌측 눈금은초 대신 {\displaystyle 10\cdot \log _{10}}초를 표시하는 로그 눈금이다. 예를 들어, 1마이크로초{microsecnd)는 {\displaystyle 10\cdot \log _{10}0.000001=10\cdot (-6)=-60}이다. 같은 방식으로, 1나노초{nanosecond)는 {\displaystyle -90}, 1피코초(picosecond)는 {\displaystyle -120}이다. 눈금에서 읽은 −30을 초로 변환하려면 {\displaystyle 10^{-{\frac {30}{10}}}=10^{-3}=0.001} 초 = 1밀리초가 된다. 로그 시간(logarithmic time) 눈금에서 단계는 이전 단계보다 10배 더 오래 지속된다.
(비고) 그래픽 연표 내에 한국어 표기가 불가하여 본문의 설명을 아래에 첨부함.

#### 그래픽 연표 본문
- 좌측 막대는 우주의 다섯 시대(The Five Ages of the Universe)에 나오는 첫 번째의 원시 시대(Primordial Ear)와 두 번째의 별의 시대(Stelliferous Era)이다.
- 중앙 막대는 아래로 부터 대폭발(빅뱅)이후에 우주의 역사(chronology of the universe)에 나오는 내용들로서, 플랑크 시대{Planck epoch), 대통일 시대(Grand unification epoch), 전기약 시대(Electroweak epoch), 쿼크 시대(Quark epoch), 강입자 시대(Hardron epoch), 경입자 시대(Lepton epoch), 광자 시대(Photon epoch), 암흑 시대(Dark age), 그리고 마지막은 재전리 시대(Reionization epoch)이다.
- 중앙 막대의 우측 아래 본문은: "플랑크 시간: 이론적으로 관찰할 수 있는 가장 작은 시간 단위이자 과학이 우주를 설명할 수 없는 시간이다. 이 시점에서 중력은 핵전기력에서 분리된다."
- 대통일 시대(Grand unification epoch) 후 사건은: "전기약력으로부터 강한 힘의 분리."
- 급팽창 시대. 우주는 지수함수적으로 팽창한다, 힉스 장(Inflationary epoch. Universe expands exponentially,  Higgs Field), 그리고  "급팽창 후에 재가열(reheating)로 우주에 쿼크와 반쿼크가 채워진다."
- 전기약 시대(Electroweak epoch) 후 사건은: ""약한" 힘은 오늘날 우리가 알고 있는 4개의 분리된 힘을 초래하는 전자기력에서 분리된다."
- 쿼크 시대(Quark epoch) 후 사건은: "쿼크는 강입자 내에 갇히게 된다."
- 강입자 시대(Hardron epoch)의 설명은: "수소 핵의 형성."이고, 다음의 사건은: "중성미자는 다른 입자들과 상호작용을 멈춘다."
- 경입자 시대(Lepton epoch) 후 사건은: "렙톤/반렙톤 쌍이 소멸된다."
- 대폭발 핵합성(Big Bang nucleosynthesis)
- 광자 시대(Photon epoch)의 첫 사건은: "3~20분: 헬륨 핵 형성.", 다음 사건은: "70,000년: 물질-지배"
- 재결합(Recombination) 후 사건은: "379,000년: 수소와 헬륨 핵이 전자를 포획하여 안정한 원자를 형성한다. 광자는 더 이상 원자와 강하게 상호 작용할 수 없다. 우주 마이크로파 배경 복사가 자유롭게 흐른다."
- 암흑 시대(Dark age)의 첫 사건은: "1000-1700만년: 거주가능 시대가 시작한다." 다음 사건은: "1억년: 첫 번째 별이 빛나기 시작한다."

## 같이 보기
- 대폭발(빅뱅)에서 열죽음까지의 그래픽 연표(Graphical timeline from Big Bang to Heat Death)
- 별의 시대의 그래픽 연표(Graphical timeline of the Stelliferous Era)
- 우주의 그래픽 연표(Graphical timeline of the universe)
- 우주 달력(Cosmic Calendar) (1년으로 축소된 우주의 나이)
- 상세한 로그 연표(Detailed logarithmic timeline)

## 참고문헌
- “Timeline of the Big Bang - The Big Bang and the Big Crunch - The Physics of the Universe”. 《www.physicsoftheuniverse.com》. 2018년 5월 17일에 확인함.